# Afrika Bambaataa
Ленс Тейлор (англ. Lance Taylor нар.17 квітня 1957 Бронкс Нью-Йорк США),більш відомий під сценічним псевдонімом Afrika Bambaataa з (англ.- "Африка Бамбаатаа") — американський музикант, діджей, репер, музичний продюсер. 
Ленс Тейлор народився в Південному Бронксі, Нью-Йорк. Він відомий тим, що у 1980-х роках змінивши ім'я на Афріка Бамбаатаа випустив серію жанрових електрофанкових треків, які вплинули на розвиток хіп-хоп культури. Afrika Bambaataa є одним із засновників брейкбіт-діджеїнгу. Завдяки приєднанню своєї вуличної банди Black Spades до організації Universal Zulu Nation він допоміг поширити хіп-хоп культуру по всьому світу. У травні 2016 року Бамбаатаа залишив свою посаду голови «Універсальної зулуської нації» через звинувачення в сексуальному насильстві над дітьми ще в 1970-х роках.